# Miathyria marcella
Miathyria marcella är en trollsländeart som först beskrevs av Selys 1857.  Miathyria marcella ingår i släktet Miathyria och familjen segeltrollsländor. IUCN kategoriserar arten globalt som livskraftig. Inga underarter finns listade i Catalogue of Life.

## Bildgalleri

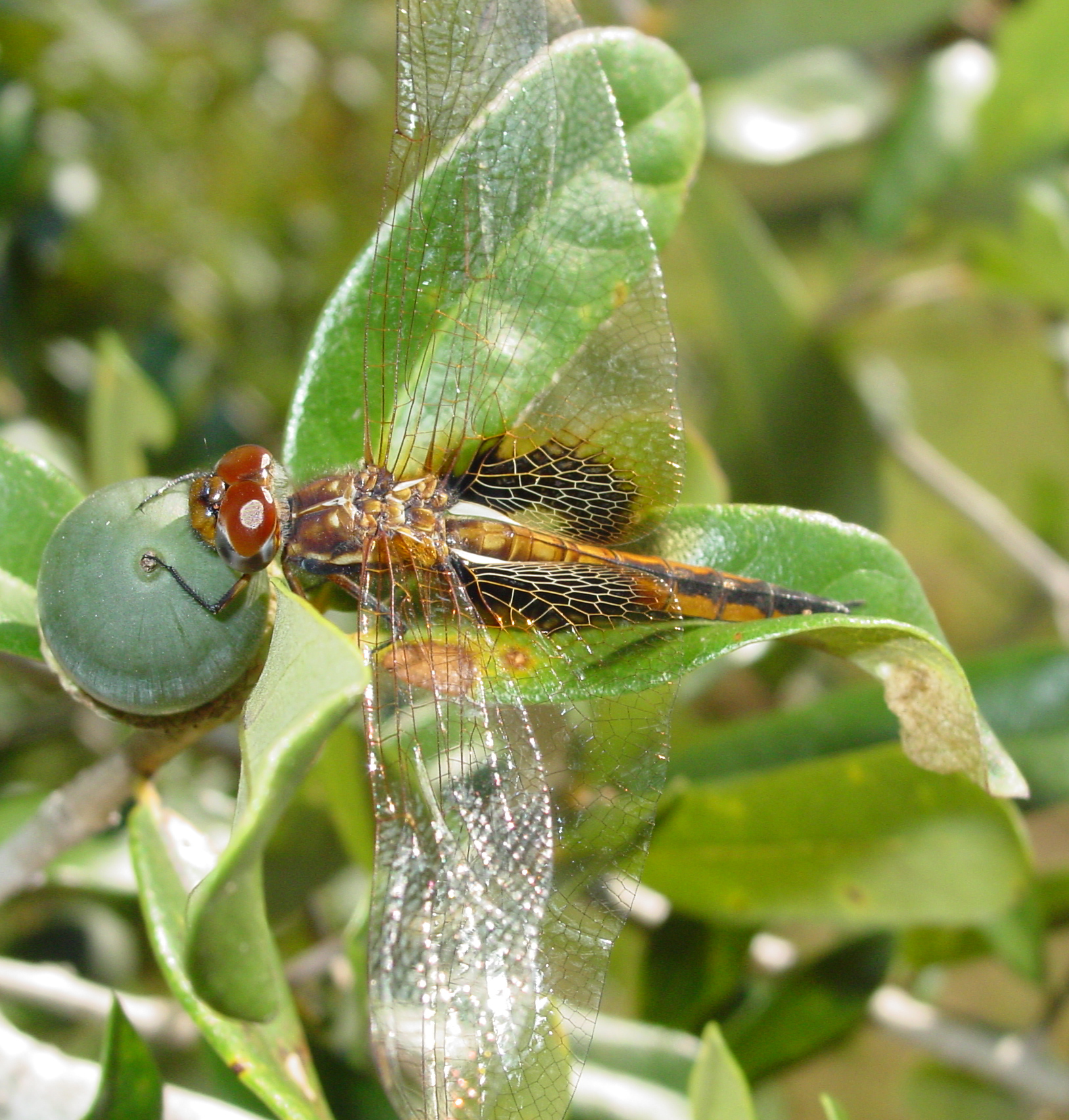